# Saggio

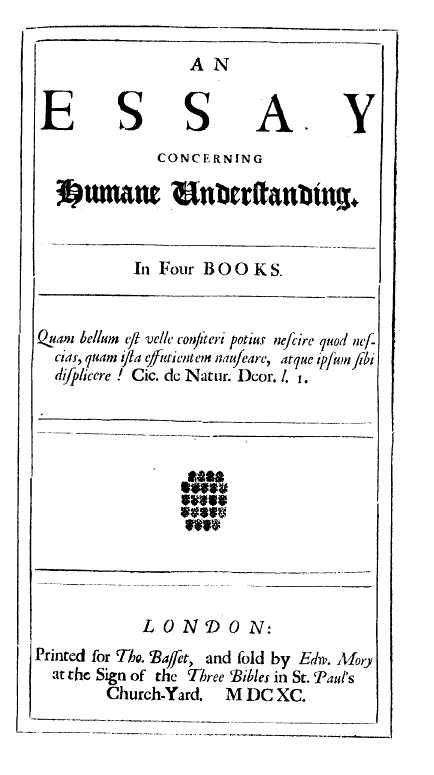
Frontespizio del Saggio sull'intelletto umano di John Locke

Il saggio è un'opera scritta in prosa che espone studi e ricerche a carattere monografico, ovvero, generalmente incentrato su una tesi, nel quale si analizza un argomento (scientifico, politico, filosofico, letterario, storico, storiografico, artistico, di costume o altro), trattato in modo non formale e di limitata estensione rispetto a opere con una trattazione più ampia.

## Storia
Un saggio è uno scritto espositivo nel quale si fornisce al lettore un riassunto delle conoscenze dell'autore su un dato argomento che, come genere letterario, trova origine dalla forma epistolare usata da Cicerone, in affiancamento al dialogo, per fornire al lettore una trattazione di soggetti filosofici più semplice e divulgativa; altri esempi sono gli opuscoli morali di Plutarco, qualche trattato e qualche epistola di Seneca, che poi furono modello per gli autori cristiani. Nel XIV e nel XV secolo gli umanisti si servirono della forma epistolare per la trattazione di soggetti eruditi.
A Michel de Montaigne, con la sua opera Essais, pubblicata nel 1580, si deve la definizione di questo genere di componimento e la sua evoluzione (pur avendo analogie nella letteratura classica con il sermone, con l'epistola e con il trattato morale) grazie all'abbandono del tono anonimo e cattedratico che era ancora presente, nonostante la finzione epistolare, nei predecessori classici e umanistici, per impiegare invece la forma della conversazione fra gentiluomini, riuscendo a dare al saggio il definitivo carattere di esposizione delle proprie opinioni.
Successivamente a Montaigne, Francesco Bacone scrisse, nel 1597, i Saggi, opera che ha influito profondamente sulla saggistica anglosassone.
Il periodo di massima diffusione fu il Settecento.
Dalla seconda metà dell'Ottocento a oggi il saggio si è rivolto specialmente alla critica letteraria. Pietre miliari di questa forma saggistica sono in Italia la Storia della letteratura italiana di Francesco De Sanctis, pubblicata in 2 volumi nel 1870, e poi la Letteratura della nuova Italia di Benedetto Croce (il cui sottotitolo è Saggi critici), pubblicata in 6 volumi dal 1914 al 1940.

## Elementi del saggio
Il saggio permette grande varietà d'espressione che può comprendere, miscelati fra loro, i seguenti elementi:
- Soliloquio
- Argomentazione
- Evocazione
- Informazione
- Critica
- Descrizione
- Ritratto
- Narrazione
- Aneddoto
- Massima (aforisma)
- Opinione
- Esempi o illustrazioni
- Dialogo